# راپسودی در بلو (فیلم)
راپسودی در بلو (انگلیسی: Rhapsody in Blue) فیلمی در ژانر زندگینامه‌ای، موزیکال، و درام به کارگردانی اروینگ رپر است که در سال ۱۹۴۵ منتشر شد.

## بازیگران
- رابرت آلدا
- جوآن لزلی
- آلکسیس اسمیت
- هیزل اسکات
- آن براون
- چارلز کوبرن
- آلبرت باسرمن
- رزماری دکامپ
- اسکار لونت
- پل وایتمن
- آل جولسون
- جولی بیشاپ
- ویل رایت
- تام پاتریکولا